# Валкама, Йорма
Йорма Райнер Валкама (фин. Jorma Rainer Valkama; 4 октября 1928 — 11 декабря 1962) — финский легкоатлет, призёр Олимпийских игр.
Родился в Выборге. В 1952 году он принял участие в Олимпийских играх в Хельсинки, но не завоевал медалей. В 1956 году на Олимпийских играх в Мельбурне стал обладателем бронзовой медали. В 1960 году участвовал в Олимпийских играх в Риме, но стал лишь 5-м.